# Notophysis forcipata
Notophysis forcipata es una especie de escarabajo longicornio del género Notophysis, tribu Cacoscelini, orden Coleoptera. Fue descrita científicamente por Harold en 1878.
La especie se mantiene activa durante el mes de diciembre.

## Descripción
Mide 30-55 milímetros de longitud.

## Distribución
Se distribuye por Angola, Namibia, República Democrática del Congo, República Sudafricana, Tanzania, Zimbabue y Zambia.